# Lenoir City
Lenoir City é uma cidade localizada no estado norte-americano de Tennessee, no Condado de Loudon.

## Demografia
Segundo o censo norte-americano de 2000, a sua população era de 6819 habitantes.
Em 2006, foi estimada uma população de 7703, um aumento de 884 (13.0%).

## Geografia
De acordo com o United States Census Bureau tem uma área de
16,2 km², dos quais 16,1 km² cobertos por terra e 0,1 km² cobertos por água. Lenoir City localiza-se a aproximadamente 256 m acima do nível do mar.

## Localidades na vizinhança
O diagrama seguinte representa as localidades num raio de 20 km ao redor de Lenoir City.